# Planetary Consciousness Prize
Der Planetary Consciousness Prize wurde zwischen 1996 und 2004 vom Club of Budapest an Personen vergeben, die beispielhaft im Bewusstsein der globalen Verantwortung leben. Alternative Bezeichnungen sind Planetary Consciousness Award und Global Consciousness Award.

## Preisträger
- 1996: Václav Havel
- 1997: Michail Gorbatschow, Huschmand Sabet, Muhammad Yunus
- 1998: Desmond Tutu
- 1999: Kofi Annan
- 2000: Schimon Peres
- 2001: Hans Küng
- 2002: Paulo Coelho, Peter Ustinov
- 2004: Nelson Mandela, Franz Josef Radermacher, Wadim Sagladin